# Lekkoatletyka na Letnich Igrzyskach Olimpijskich 1968 – bieg na 80 m przez płotki kobiet
Bieg na 80 metrów przez płotki kobiet podczas XIX Letnich Igrzysk Olimpijskich w Meksyku rozegrano 17 (eliminacje) i 18 października 1968 (półfinały i finał) na Estadio Olímpico Universitario. Zwyciężczynią została reprezentantka Australii Maureen Caird, która w finale ustanowiła rekord olimpijski z wynikiem 10,3 s. Konkurencję tę rozegrano po raz ostatni na igrzyskach olimpijskich. Od igrzysk w 1972 płotkarki startują na dystansie 100 metrów przez płotki. 

## Rekordy

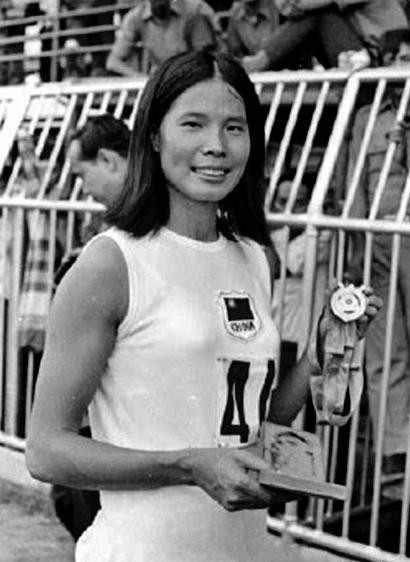
Chi Cheng

|                   | Zawodniczka     | Narodowość | Czas | Data                      | Miejsce |
| ----------------- | --------------- | ---------- | ---- | ------------------------- | ------- |
| Rekord świata     | Wiera Korsakowa | ZSRR       | 10,2 | 16 czerwca 1968(dts)      | Ryga    |
| Rekord olimpijski | Irina Press     | ZSRR       | 10,6 | 31 sierpnia 1960(dts)     | Rzym    |
| Rekord olimpijski | Pamela Kilborn  | Australia  | 10,6 | 19 października 1964(dts) | Tokio   |
| Rekord olimpijski | Karin Balzer    | Niemcy     | 10,6 | 19 października 1964(dts) | Tokio   |

## Wyniki
| Poz. - pozycja |
| – rekord świata \| – rekord krajowy \| – rekord życiowy \| = – wyrównany rekord życiowy \| · – najlepszy wynik w sezonie \| = – wyrównany najlepszy wynik w sezonie \| – rekord olimpijski |
| Fn – falstart \| DNF – nie ukończyła \| DNS – nie wystartowała \| DSQ – zdyskwalifikowana                                                                                                  |

### Eliminacje
Rozegrano pięć biegów eliminacyjnych. Do półfinałów awansowały po trzy najlepsze zawodniczki z każdego biegu (Q) oraz jedna z najlepszym czasem spośród pozostałych (q).

#### Bieg 1
Wiatr: +2,4 m/s
| Poz. | Zawodniczka           | Narodowość        | Rezultat | Uwagi |
| ---- | --------------------- | ----------------- | -------- | ----- |
| 1    | Mamie Rallins         | Stany Zjednoczone | 10,6 w   | Q     |
| 2    | Wiera Korsakowa       | ZSRR              | 10,6 w   | Q     |
| 3    | Inge Schell           | RFN               | 10,7 w   | Q     |
| 4    | Carmen Smith          | Jamajka           | 11,0 w   |       |
| 5    | Carla Panerai         | Włochy            | 11,0 w   |       |
| 6    | Enriqueta Basilio     | Meksyk            | 11,1 w   |       |
| 7    | Ulla-Britt Wieslander | Szwecja           | 11,2 w   |       |

#### Bieg 2
Wiatr: +0,2 m/s
| Poz. | Zawodniczka      | Narodowość      | Rezultat | Uwagi |
| ---- | ---------------- | --------------- | -------- | ----- |
| 1    | Pamela Kilborn   | Australia       | 10,4     | Q, =  |
| 2    | Valeria Bufanu   | Rumunia         | 10,9     | Q     |
| 3    | Mária Kiss       | Węgry           | 10,9     | Q     |
| 4    | Marlene Elejalde | Kuba            | 10,9     |       |
| 5    | Marijana Lubej   | Jugosławia      | 11,0     |       |
| 6    | Sneżana Jurukowa | Bułgaria        | 11,0     |       |
| 7    | Ann Wilson       | Wielka Brytania | 11,1     |       |

#### Bieg 3
Wiatr: +0,8 m/s
| Poz. | Zawodniczka          | Narodowość        | Rezultat | Uwagi |
| ---- | -------------------- | ----------------- | -------- | ----- |
| 1    | Patty Van Wolvelaere | Stany Zjednoczone | 10,6     | Q     |
| 2    | Teresa Sukniewicz    | Polska            | 10,7     | Q     |
| 3    | Tatjana Tałyszewa    | ZSRR              | 10,8     | Q     |
| 4    | Carlota Ulloa        | Chile             | 11,1     |       |
| 5    | Jenny Meldrum        | Kanada            | 11,1     |       |
| –    | Pat Pryce-Nutting    | Wielka Brytania   | DNF      |       |
| –    | Karin Reichert       | RFN               | DNS      |       |

#### Bieg 4
Wiatr: +2,0 m/s
| Poz. | Zawodniczka          | Narodowość      | Rezultat | Uwagi  |
| ---- | -------------------- | --------------- | -------- | ------ |
| 1    | Maureen Caird        | Australia       | 10,4     | Q, = = |
| 2    | Chi Cheng            | Tajwan          | 10,5     | Q      |
| 3    | Danuta Straszyńska   | Polska          | 10,7     | Q      |
| 4    | Inge Aigner          | Austria         | 10,8     | q, =   |
| 5    | Meta Antenen         | Szwajcaria      | 10,9     |        |
| 6    | Pat Jones            | Wielka Brytania | 11,0     |        |
| 7    | Roswitha Emonts-Gast | Belgia          | 11,4     |        |

#### Bieg 5
Wiatr: +1,3 m/s
| Poz. | Zawodniczka        | Narodowość        | Rezultat | Uwagi |
| ---- | ------------------ | ----------------- | -------- | ----- |
| 1    | Karin Balzer       | NRD               | 10,7     | Q     |
| 2    | Elżbieta Żebrowska | Polska            | 10,8     | Q     |
| 3    | Judy Dyer          | Stany Zjednoczone | 10,9     | Q     |
| 4    | Ludmiła Ijewlewa   | ZSRR              | 10,9     |       |
| 5    | Yeh Chu-mei        | Tajwan            | 11,7     |       |
| 6    | Cecilia Sosa       | Salwador          | 12,8     |       |
| –    | Heide Rosendahl    | RFN               | DNS      |       |

### Półfinały
Rozegrano dwa biegi półfinałowe. Do finału awansowały po cztery najlepsze zawodniczki z każdego biegu (Q).

#### Bieg 1
Wiatr: +2,0 m/s
| Poz. | Zawodniczka          | Narodowość        | Rezultat | Uwagi |
| ---- | -------------------- | ----------------- | -------- | ----- |
| 1    | Maureen Caird        | Australia         | 10,5     | Q     |
| 2    | Patty Van Wolvelaere | Stany Zjednoczone | 10,6     | Q     |
| 3    | Tatjana Tałyszewa    | ZSRR              | 10,7     | Q     |
| 4    | Karin Balzer         | NRD               | 10,8     | Q     |
| 5    | Wiera Korsakowa      | ZSRR              | 10,8     |       |
| 6    | Teresa Sukniewicz    | Polska            | 10,9     |       |
| 7    | Valeria Bufanu       | Rumunia           | 11,1     |       |
| 8    | Inge Aigner          | Austria           | 11,1     |       |

#### Bieg 2
Wiatr: 0,0 m/s
| Poz. | Zawodniczka        | Narodowość        | Rezultat | Uwagi  |
| ---- | ------------------ | ----------------- | -------- | ------ |
| 1    | Pamela Kilborn     | Australia         | 10,4     | Q, = = |
| 2    | Chi Cheng          | Tajwan            | 10,5     | Q      |
| 3    | Danuta Straszyńska | Polska            | 10,5     | Q      |
| 4    | Elżbieta Żebrowska | Polska            | 10,6     | Q      |
| 5    | Mamie Rallins      | Stany Zjednoczone | 10,6     |        |
| 6    | Judy Dyer          | Stany Zjednoczone | 10,8     |        |
| 7    | Inge Schell        | RFN               | 10,8     |        |
| 8    | Mária Kiss         | Węgry             | 11,2     |        |

### Finał
Wiatr: 0,0 m/s
| Poz. | Zawodniczka          | Narodowość        | Rezultat | Uwagi       |
| ---- | -------------------- | ----------------- | -------- | ----------- |
| 1    | Maureen Caird        | Australia         | 10,3     | [ 1 ] [ 3 ] |
| 2    | Pamela Kilborn       | Australia         | 10,4     |             |
| 3    | Chi Cheng            | Tajwan            | 10,4     |             |
| 4    | Patty Van Wolvelaere | Stany Zjednoczone | 10,5     | =           |
| 5    | Karin Balzer         | NRD               | 10,6     |             |
| 6    | Danuta Straszyńska   | Polska            | 10,6     |             |
| 7    | Elżbieta Żebrowska   | Polska            | 10,6     |             |
| 8    | Tatjana Tałyszewa    | ZSRR              | 10,7     |             |